# Космос-142
Космос-142 је један од преко 2400 совјетских вјештачких сателита лансираних у оквиру програма Космос.
Космос-142 је лансиран са космодрома Капустин Јар, СССР, 14. фебруара 1967. Ракета-носач Р-12 Двина (8К63, НАТО ознака SS-4 Sandal) са додатим степеном је поставила сателит у орбиту око планете Земље. Маса сателита при лансирању је износила 315 килограма. Космос-142 је био сателит намијењен за војно и научно истраживање.